# Laemophloeus hypocrita
Laemophloeus hypocrita is een keversoort uit de familie dwergschorskevers (Laemophloeidae). De wetenschappelijke naam van de soort werd in 1893 gepubliceerd door Antoine Henri Grouvelle.